# Перпелейка
Перпелейка — река в России, протекает в Атяшевском и Чамзинском районах Республики Мордовия. Устье реки находится в 53 км по правому берегу реки Нуя. Длина реки составляет 12 км.
Исток реки северо-восточнее села Сабур-Мачкасы и в 12 км к северо-востоку от райцентра, посёлка Чамзинка. Река течёт на северо-запад, в верхнем течении образует границу Атяшевского и Чамзинского районов, ниже течёт по Чамзинскому. Протекает деревни Каменка и Горбуновка. Впадает в Ную у деревни Карсаковка 1-я.

## Данные водного реестра
По данным государственного водного реестра России относится к Верхневолжскому бассейновому округу, водохозяйственный участок реки — Алатырь от истока и до устья, речной подбассейн реки — Сура. Речной бассейн реки — (Верхняя) Волга до Куйбышевского водохранилища (без бассейна Оки).
По данным геоинформационной системы водохозяйственного районирования территории РФ, подготовленной Федеральным агентством водных ресурсов:
- Код водного объекта в государственном водном реестре — 08010500212110000038666
- Код по гидрологической изученности (ГИ) — 110003866
- Код бассейна — 08.01.05.002
- Номер тома по ГИ — 10
- Выпуск по ГИ — 0